# Skiz Fernando, Jr.
Serath „Skiz“ Fernando, Jr. alias Spectre ist der Gründer, Inhaber und Spiritus Rector des auf Illbient, Trip-Hop und Dub spezialisierten New Yorker Plattenlabels WordSound. Als Musiker, Produzent und Supervisor ist er an vielen Aufnahmen seines Labels direkt oder indirekt beteiligt. 

## Werdegang
S. H. Fernando ist der Sohn ceylonesischer Einwanderer. Fernando studierte an der Harvard and the Columbia University School of Journalism in Cambridge, wo er zusammen mit dem Musiker Likkle Jer alias Megabyte vier Jahre lang die wöchentliche Radioshow The Dub Frequency moderierte. Dies verstärkte den gemeinsamen Wunsch, selbst Musik zu machen. 1991 zogen Skiz Fernando und Likkle Jer nach New York, wo sie im Brooklyner Stadtteil Williamsburg auf den Reggae-Dub-Artist Dr. Israel trafen, der dort mit den Bass Mind Studios ein eigenes Aufnahmestudio besaß. In diesem kreativen Umfeld versammelte sich bald eine lose Gruppe von Musikern, die ein ähnliches Interesse an Illbient, Dub und Hip-Hop teilte.
Seinen Lebensunterhalt bestritt Skiz Fernando als Musikjournalist für Fanzines und Musikmagazine, wie die amerikanische Ausgabe des Rolling Stone, aber auch mit Artikeln für die New York Times und Vibe. Im Jahr 1994 veröffentlichte er mit The New Beats: Exploring the Music, Culture and Attitudes of Hip-Hop eine Geschichte des Hip-Hop. Im Dezember desselben Jahres gründete er in Brooklyn das Plattenlabel WordSound Recordings. Das Startkapital in Höhe von 1000 US-Dollar lieh er sich von dem Ausnahmebassisten Bill Laswell, der als Musiker und Komponist auch auf mehreren Wordsound-Platten vertreten ist. 1995 veröffentlichte er sein Debütalbum The Illness unter dem Künstlernamen Spectre („Gespenst“).
Den Namen für das Plattenlabel entnahm Fernando der Dub-Kompilation Word Sound ’ave Power. Der Titel geht auf die mystische Vorstellung der Rastafari zurück, dass alles, was existiert, aus der Macht der Worte (vor allem Gottes) entsteht und somit alles, was ist, Schwingung sei.
Als der Hip-Hop-Produzent Prince Paul nach drei Alben seine Zusammenarbeit mit De La Soul beendete, veröffentlichte Skiz Fernando 1996 dessen Solodebüt Psychoanalysis (What Is It ?) auf WordSound (wiederveröffentlicht auf Tommy Boy Records).
Bei einem Besuch seiner Familie auf Sri Lanka im Jahr 2001 schrieb Skiz Fernando das Drehbuch zu dem Film Crooked, den er 2001 selbst produzierte und bei dem er auch die Regie übernahm. Der Low-Budget-Streifen schildert die legalen und illegalen Aufstiegsversuche eines erfolglosen schwarzen Rappers in New York, der von Colin Julius Bobb alias Sensational verkörpert wird. Zu Crooked – The Movie erschien sowohl ein gleichnamiger Soundtrack (weiße Hülle) und ein Score (schwarze Hülle) als Doppelalbum.
2006 wohnte er für ein Jahr auf Sri Lanka und nutzte den Inselaufenthalt zur Erforschung der landestypischen Küche. Seine Recherchen mündeten in der Buchveröffentlichung Rice & Curry: Sri Lankan Home Cooking.
Skiz Fernando lebt heute in Baltimore, Maryland, und widmet sich in seinem Projekt Rice & Curry der asiatischen Küche.

## Pseudonyme
Skiz Fernando firmiert unter vielen verschiedenen Pseudonymen und bezeichnet sich darum selbst gern als „man of 1000 faces“, also als der Mann mit den 1000 Gesichtern. Seine Künstlernamen lauten SKZA (eine Reverenz an den Rapper RZA), Spectre, The ILL Saint, The Eye, The Mystic, The High Priest, Wordsound I-Powa, Special Dark, Minister Fernando und Slotec. Sein Alter Ego „Spectre, The ILL Saint“ steht für besonders düstere Beats, Bassläufe und Klänge.

## Diskografie

### Soloalben als Spectre
- 1995: The Illness
- 1997: The Second Coming
- 1999: The End
- 2002: Psychic Wars
- 2006: Transcendent
- 2006: Tunes From the Crypt
- 2007: Retrospectre
- 2008: Internal Dynasty

### Alben als The Ill Saint
- 1997: The Ill Saint presents Subterranean Hitz, Vol. 1
- 1998: The Ill Saint presents Subterranean Hitz, Vol. 2
- 2000: The Ill Saint presents Subterranean Hitz, Vol. 3 – The Ill School
- 2021: Èminence Grise (Digital: WSDigital | Vinyl: LOWHOP066; mit Element012)

### Alben als The Eye
- 1996: Dubadelic: 2000 – A Bass Odyssey (WSCD007; mit Bill Laswell, Dr. Israel u. a.)
- 1998: Dubadelic: Bass Invaders (WSCD027)

### Sampler
- 1995: Crooklyn Dub Consortium – Certified Dope Vol. 1 (WSCD003) → Spectre: Crooked
- 1996: Crooklyn Dub Consortium – Certified Dope, Vol. 2 (WSCD012) → Spectre vs. Scotty Hard: The Joust
- 1997: Shake The Nations (Remixe) (WSCD023; mit Prince Paul, Bill Laswell u. a.) → Spectre: King Cobra In The Temple Of Smoke, Hidden Gods und The Spy Who Came In From The Cold
- 1999: Crooklyn Dub Outernational Presents Certified Dope Vol. 3 (WSCD033) → Spectre: My Dub Weighs A Ton
- 2000: Constructions – Sofa Surfers Remixed And Dubbed → Spectre: I Asked For Water / I Asked For A Remix From Another Planet
- 2002: Crooked – The Movie. The Soundtrack (WSCD041) → Spectre: Crooked, Bottom Feeder, Invasion of the Body Snatchers, Alamut und Illogy
- 2002: Crooked. The Original Score (WSLP042) → Spectre: Put The Money In The Bag, Yae Yo, Father and Son, In The Projects, Scheming On A Come Up und Hidden Agenda sowie mit Sensational Hustlin’
- 2004: Crooklyn Dub Outernational – Certified Dope Vol. 4: Babylon's Burning (WSCD048) → Spectre: Al Qaida (The Bass)

## Filmografie
- 2002: Crooked – The Movie, Regie: S. H. Fernando, Jr., WordSound Recordings.

## Bibliografie
- 1994: The New Beats: Exploring the Music, Culture and Attitudes of Hip-Hop, Anchor Books. ISBN 9780385471190
- 2011: Rice & Curry: Sri Lankan Home Cooking, The Hippocrene International Cookbook Library. ISBN 9780781812733
- 2021: From the Streets of Shaolin: The Wu-Tang Saga, Hachette Books. ISBN 9780306874468

## Einzelbelege
1. ↑  Serath „Skiz“ Fernando auf Discogs.
2. ↑  Liner notes zum Remix-Album Shake the Nations (WSCD023).
3. ↑  S. H. Fernando Jr. Bio.
4. ↑  Spectre-Diskographie auf Discogs.
5. ↑  Skiz Fernando @ Dubspot Talks Influences.
6. ↑  vgl. Johannes 1.1: „Im Anfang war das Wort, und das Wort war bei Gott, und Gott war das Wort.“
7. ↑  vgl. Volker Barsch: Rastafari. Von Babylon nach Afrika, Ventil Verlag, Mainz 2003, S. 122–123, ISBN 978-3-930559-97-8.
8. ↑  Psychoanalysis (What Is It ?) auf Discogs.
9. ↑  Crooked – The Movie / The Soundtrack und Crooked: The Original Score auf Discogs.
10. ↑  Rice & Curry.
11. ↑  S. H. Fernando Jr. Bio.
12. ↑  Check The Resume: Skiz Fernando on Skiz Fernando, Interview vom 30. Januar 2013.

| Personendaten    | Personendaten                                                                           |
| ---------------- | --------------------------------------------------------------------------------------- |
| NAME             | Fernando, Skiz Jr.                                                                      |
| ALTERNATIVNAMEN  | Spectre (Pseudonym); The Eye (Pseudonym); The Ill Saint (Pseudonym); Slotec (Pseudonym) |
| KURZBESCHREIBUNG | US-amerikanischer Label-Gründer, Musiker, Produzent und Supervisor                      |
| GEBURTSDATUM     | 20. Jahrhundert                                                                         |